# 庆化寺花塔
39°28′58″N 115°34′58″E / 39.48278°N 115.58278°E
庆化寺花塔位于中国河北省保定市涞水县永阳镇北洛平村北部、龙宫山南麓，2001年被列为第五批全国重点文物保护单位。
庆华寺已毁，仅存寺塔，从建筑风格分析，庆化寺花塔当为辽代遗物。塔为砖制，平面八角，高约13米。塔基为高约3.4米，须弥座上有仿木斗栱。塔身八面，四正面设拱门。塔顶为120个佛龛分八层环绕塔体，逐层收分，以圆形塔刹收尾。